# El Pinar de Alba
El Pinar de Alba es pedanía del municipio de Alba de Tormes, en la provincia de Salamanca, España. Se integra dentro de la comarca de la Tierra de Alba. Pertenece al partido judicial de Salamanca y a la Mancomunidad Rutas de Alba.

## Historia
Su fundación data del inicio de la década de los años noventa del siglo XX, si bien buena parte de las edificaciones corresponden a la primera década del siglo XXI, debiendo su nombre a que la urbanización fue construida en medio de un pinar ubicado junto a la carretera que une Salamanca y Alba de Tormes. La urbanización fue recepcionada por el Ayuntamiento de Alba de Tormes el 7 de septiembre de 2011.

## Demografía
En 2017 El Pinar de Alba contaba con una población de 206 habitantes, de los que 111 eran hombres y 95 mujeres (INE 2017).
| Gráfica de evolución demográfica de El Pinar de Alba entre 2000 y 2017                   |
|                                                                                          |
| Fuente: Instituto Nacional de Estadística de España - Elaboración gráfica por Wikipedia. |